# 埃德蒙·F·羅伯遜
埃德蒙·弗雷德里克·羅伯遜 FRSE（1943年6月1日—）是聖安德魯斯大學純粹數學榮譽教授。

## 研究工作
羅伯遜與約翰·J·奧康納（John J. O'Connor）共同創建了MacTutor數學史檔案。羅伯遜撰寫了100多篇研究文章，主要涉及群和半群理論。他也是17本教科書的作者或合著者。
1965年，羅伯遜在聖安德魯斯大學獲得理學士學位。隨後，他前往華威大學深造，於1966年獲得理學碩士學位，並於1968年獲得博士學位。
1998年，他獲選為愛丁堡皇家學會院士。
2015年，他與同事奧康納因在MacTutor數學史檔案方面的工作而共同獲得倫敦數學學會赫斯特獎。他的畢業論文《廣義無勢群的類》是與斯圖爾特·E·斯通休爾（Stewart E. Stonehewer）合作完成的。

## 個人生活
羅伯遜與妻子海倫娜和兩個兒子住在一起。